# Церковь Пресвятой Девы Марии за городской стеной
Церковь Пресвятой Девы Марии за городской стеной (нем.  St. Maria vom Frieden) — католическая церковь в городе Кёльн (федеральная земля Северный Рейн-Вестфалия). Церковь расположена на пересечении улиц Vor den Siebenburgen и Schnurgasse.
Своё название церковь получила в связи с тем, что она располагалась прямо за кёльнской городской стеной рядом с башней Улрепфорт.

## История

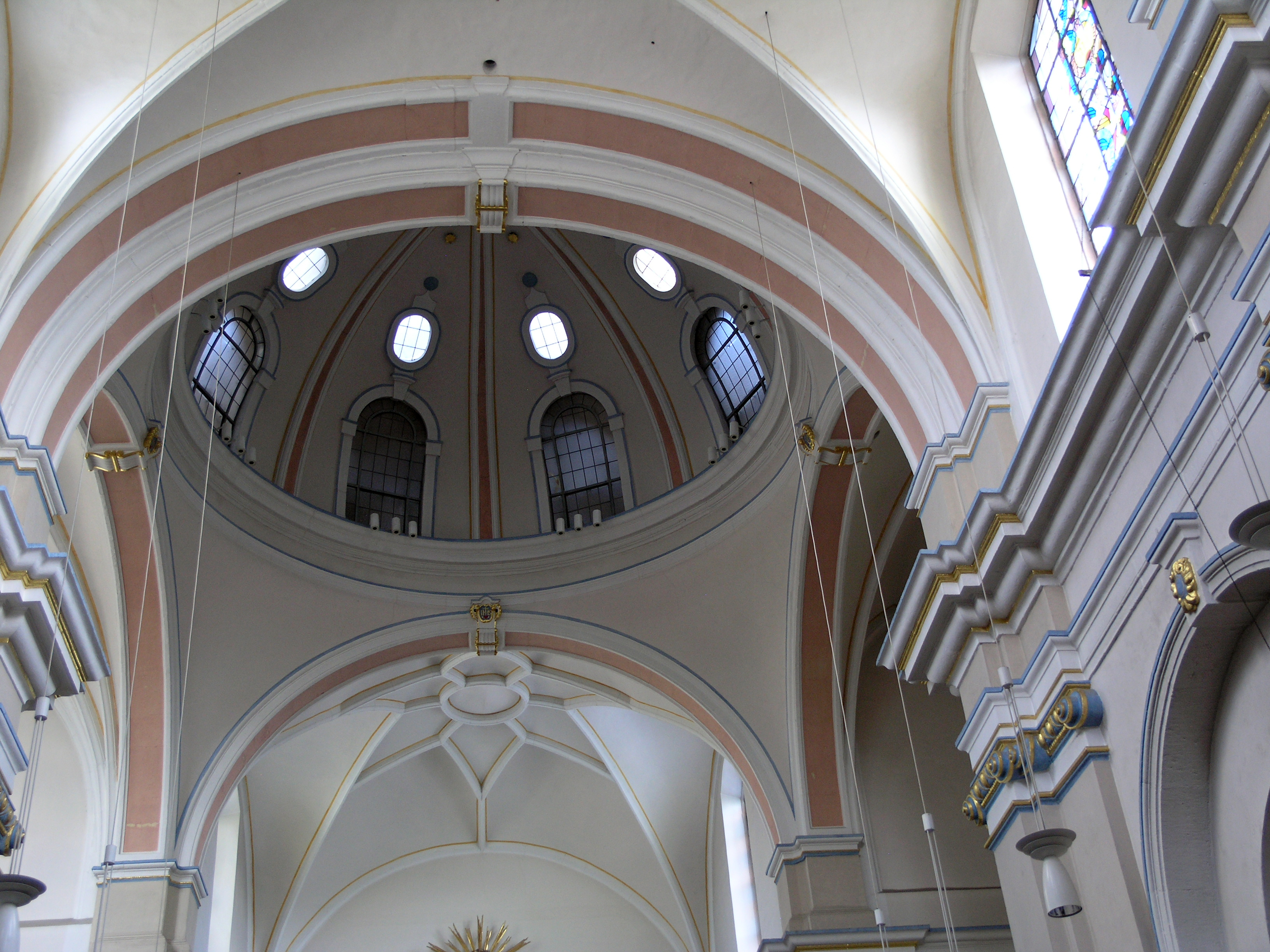
Подкупольное пространство церкви

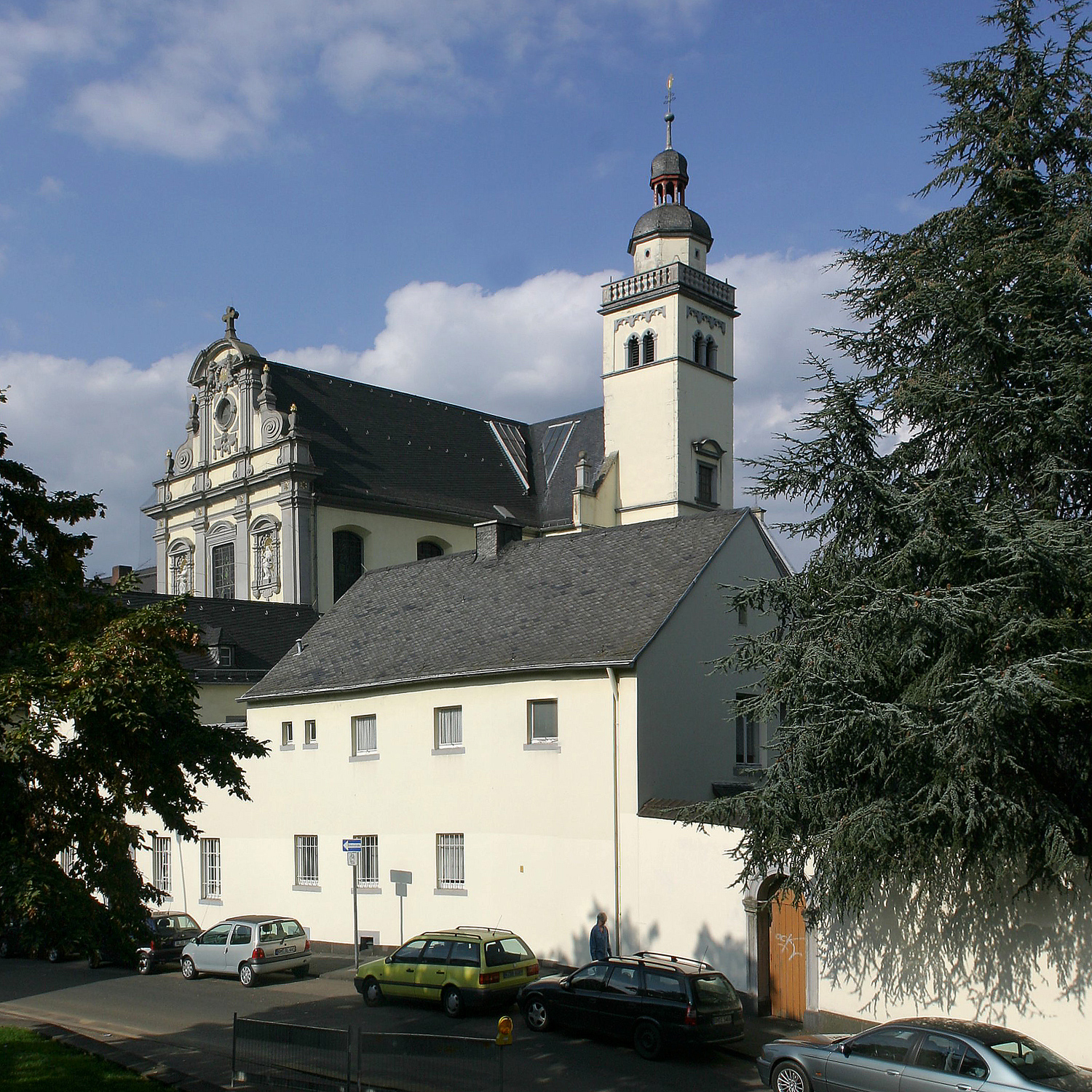
Вид на церковь с юго-западной стороны

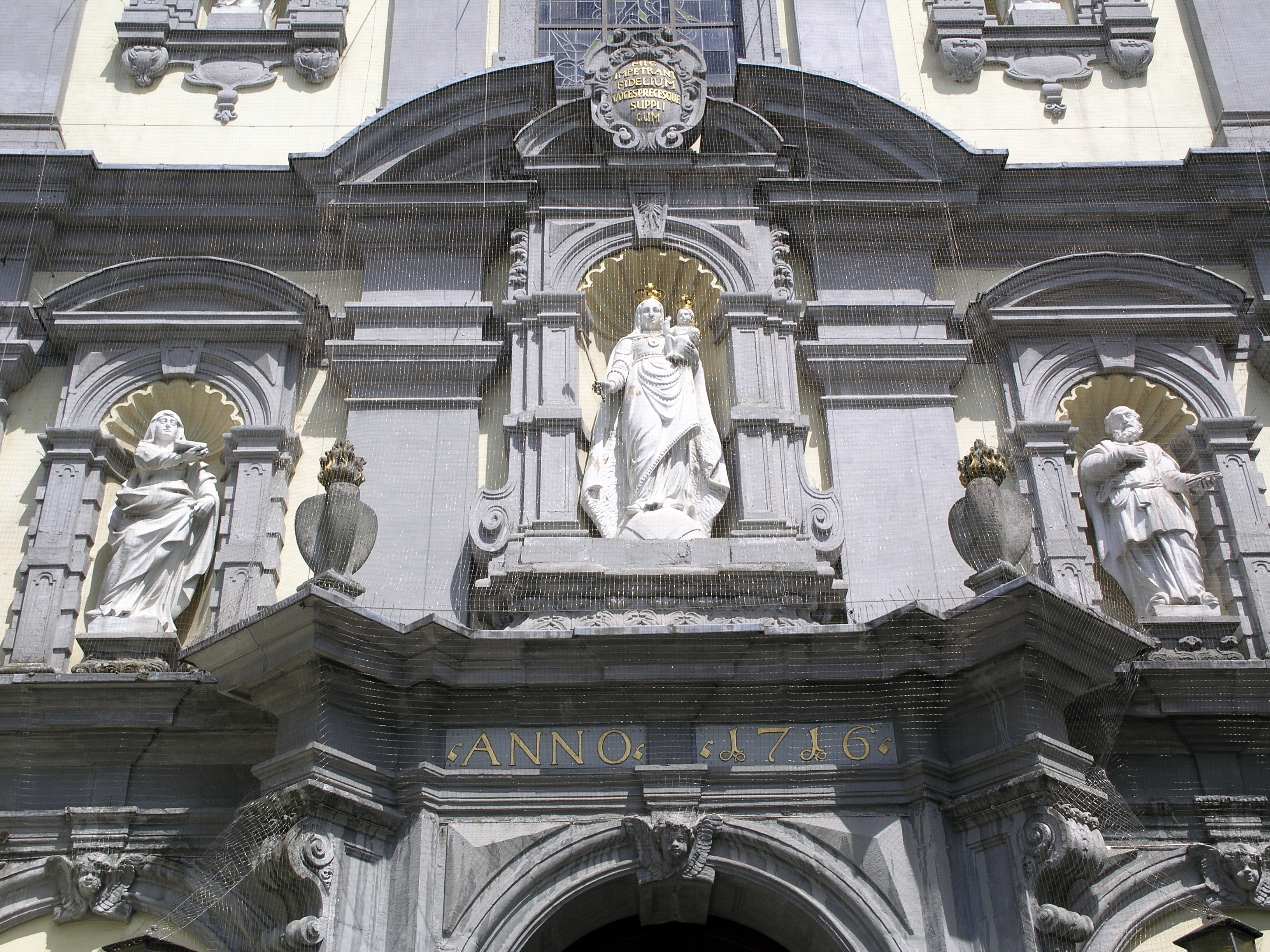
Главный портал церкви

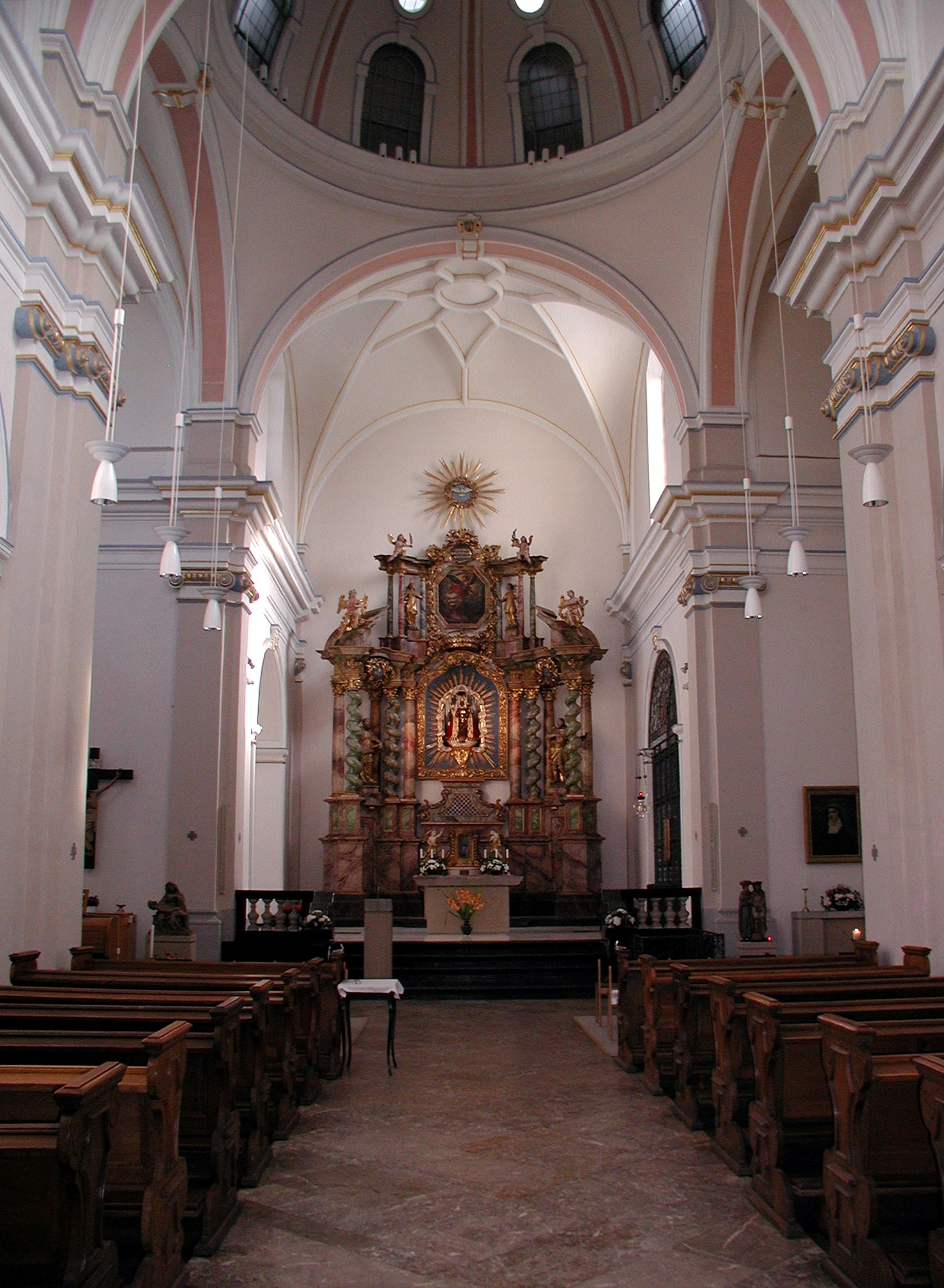
Главный неф церкви

В 1614 году в Кёльне открылось представительство монашеского ордена босых кармелитов. Между 1620 и 1628 годами в городе открылся кармелитский монастырь Иосифа Обручника и Терезы Авильской. В результате Тридцатилетней войны в Кёльне появилось много беженцев из Нидерландов, среди которых было немало монахов-кармелитов.
В 1639 году возросшая община кармелитов основывает новый монастырь к западу от городских стен на местности, называемой Martinsfeld. Перед орденским архитектором была поставлена задача построить монастырскую церковь по образу римской церкви Иль-Джезу. В это время в Кёльне нашли прибежище много художников, изгнанных из Франции Марией Медичи, которых планировалось широко привлечь к строительству новой церкви.
В 1642 году в присутствии курфюрста Священной Римской империи и архиепископа Кёльна Фердинанда Баварского был заложен краеугольный камень новой церкви. Из-за недостатка денежных средств в 1649 году строительные работы практически остановились и были возобновлены только в 1677 году. В 1681 году церковное здание было накрыто крышей, а ещё через год были завершены средокрестие с куполом. Завершено строительство в 1716 году.
В 1794 году после оккупации Кёльна войсками французской революционной армии монахи и послушники монастыря были разогнаны, а церковь была закрыта. После заключения Конкордата Наполеона церковь Пресвятой Девы Марии была вновь освящена и стала выполнять функции приходской церкви.
В 1815 году, когда Кёльн вошёл в состав Пруссии, церковь была превращена в гарнизонную евангелическую церковь. Только в 1922 году церковь вновь была возвращена католической общине.
В ходе второй мировой войны во время бомбардировки Кёльна британской авиацией в июле 1942 года в здание церкви попала зажигательная бомба, возник пожар, в котором полностью погиб церковный интерьер, сохранились только стены и западный фасад.
В 1945 году стазу после окончания войны кардинал Йозеф Фрингс и бургомистр Кёльна Конрад Аденауэр возобновили монастырь сестёр-кармелиток. В 1948 году церковь Пресвятой Девы Марии за городской стеной была переосвящена, в 1957 году впервые после окончания войны зазвонили церковные колокола. В 1964 году восстановление церкви было завершено и она приобрела тот вид, который имела в 1716 году.

## Чудотворный образ Марии Шерпенхёвельской
Этот чудотворный образ церковь получила в 1643 году. Он был подарен Марией Медичи, доживавшей свой век в кёльнском доме Рубенса на Штерненгассе. Образ был уничтожен во время пожара в апреле 1942 года. В настоящее время вместо него в церкви почитается другой образ Богородицы, установленный в алтарной части церкви.

## Архив Эдит Штайн
Церковь и женский монастырь хранят память о своей монахине и философе, католической святой еврейского происхождения Эдит Штайн, сожжённой в концлагере Освенцим. Монастырь и церковь женского монастыря на Дюренер-штрассе (Кёльн), куда Эдит Штайн поступила в качестве послушницы в 1933 году, были полностью разрушены 30 октября 1944 года. Современный монастырь создал Архив Эдит Штейн, чтобы почтить её память, а также для студентов и учёных в исследовательских целях. В архиве хранится более 25 тысяч документов, связанных с жизнью и деятельностью мученицы Эдит Штайн.